# Bișce, Berejanî
Bișce (în ucraineană Біще) este localitatea de reședință a comunei Bișce din raionul Berejanî, regiunea Ternopil, Ucraina.

## Demografie
Componența lingvistică a localității Bișce
     Ucraineană (100%)
Conform recensământului din 2001, toată populația localității Bișce era vorbitoare de ucraineană (100%).